# Enteropatia proteino-disperdente
La Enteropatia proteino-disperdente, chiamata anche enteropatia protido-disperdente o enterite intestinale proteine disperdente, è una condizione patologica costituita da un'importante perdita intestinale di proteine (dispersione proteica appunto), che pertanto non vengono assorbite e non entrano a far parte del pool organico di proteine di cui l'organismo ha bisogno giornalmente.

## Cause e sintomatologia
Questa patologia è spesso causata da una qualsivoglia infiammazione intestinale, soprattutto dell'intestino tenue, o una sua disfunzione da causa immunitaria che provoca da una parte un malassorbimento intestinale delle proteine e/o una disfunzione del sistema immunitario intestinale con infiammazione e distruzione della parete intestinale interna che esita in perdite di chilomicroni, proteine, amminoacidi ed in generale la linfa che dall'intestino doveva passare in circolo nel sangue; è spesso causata dalla malattia di Crohn, dalle sindromi infiammatorie intestinali croniche, da infezioni batteriche o parassitosi intestinali, infiammazione da traumi addominali, rettocolite ulcerosa, ecc. Delle suddette costituisce un sintomo aggravante. I segni e sintomi tipici sono malessere, debolezza muscolare, spossatezza, dimagrimento, febbre, dolori addominali, diarrea con steatorrea, crampi, meteorismo, malassorbimento, ipoalbuminemia, ipoprotidemia, edema diffuso ed in generale tutti i sintomi tipici legati alla patologia di base che ha provocato l'enterite.

## Diagnosi e terapia
La diagnosi è basata essenzialmente su tecniche di imaging come la risonanza magnetica oppure la colonscopia o la gastroduodenoscopia con o senza biopsia. La terapia è correlata alla patologia di base ed è essenzialmente di tipo dietetico con restrizione dei lipidi e aumento delle proteine, mentre, nei casi più gravi il medico può prendere in considerazione la trasfusione di albumina in endovena.